# Rennes
Rennes er Bretagnes hovedby.
Det er Frankrigs ellevtestørste by med omkring 212.000 indbyggere.
Den ligger i departementet Ille-et-Vilaine ved floderne la Vilaine og la Rance.

## Uddannelse
- CentraleSupélec
- École pour l'informatique et les nouvelles technologies
- École pour l'informatique et les techniques avancées
- École supérieure d'électricité
- Rennes School of Business
- Paris School of Business